# Biała Dama

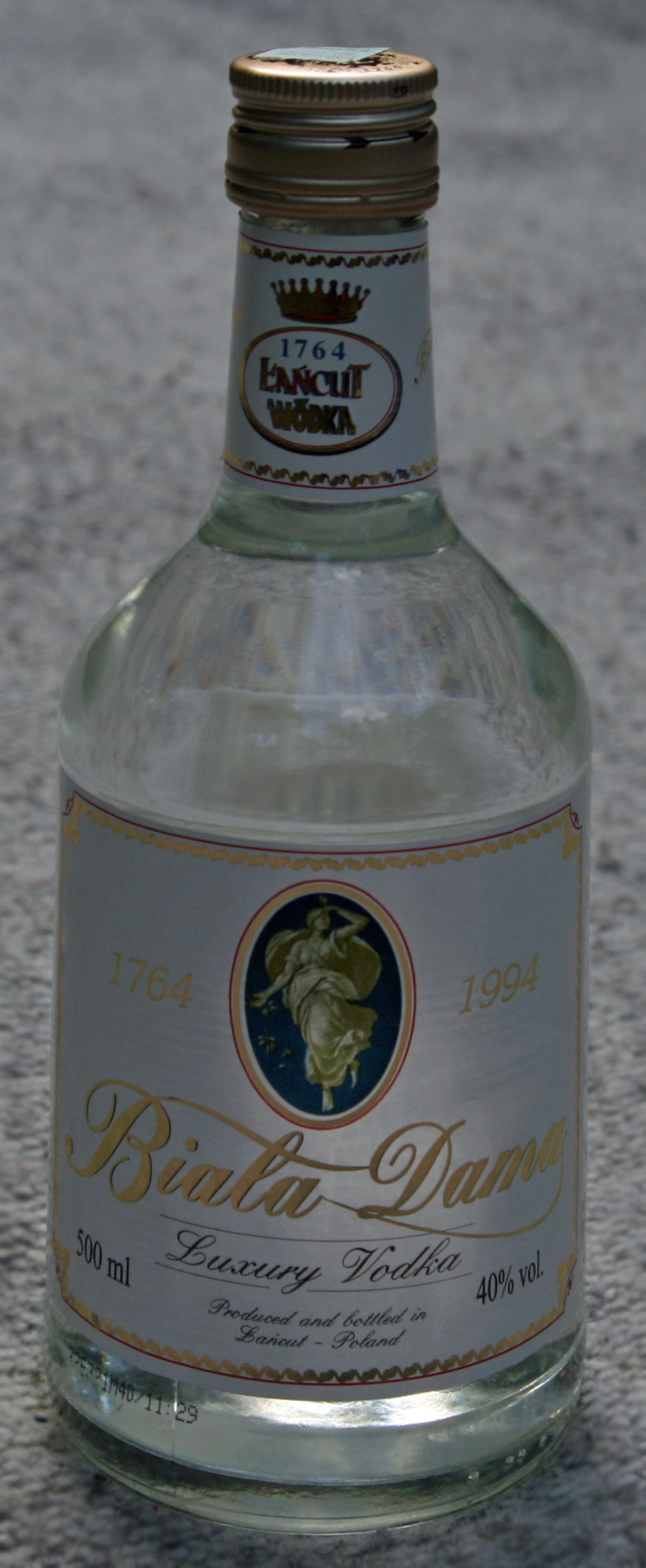
Biała Dama

Biała Dama ist eine polnische Wodkamarke, welche von der Destillerie Polmos Łańcut in Łańcut seit 1764 produziert wird. Der Wodka wird aus Weizen in einer dreifachen Destillation gebrannt und mit klarem Wasser auf 40 % Vol. Alkohol abgemischt.
Laut Herstellerangaben soll Biała Dama eine „zarte, unaufdringliche und aromatische Note“ besitzen und sein Charakter wird mit den Worten „Reinheit, Klasse, Eleganz und Stil“ beschrieben. Er trägt den Untertitel luxuriöser Wodka. Der Wodka wird seit über 200 Jahren hauptsächlich in Polen in Flaschen zu 50, 350, 500 und 700 ml vertrieben. 1994 erfolgte die Markteinführung in den Vereinigten Staaten, jedoch werden dort nur die beiden größten Flaschen zu 500 und 700 ml verkauft. Im Jahr 2002 wurde diese Exportversion vom Beverage Testing Institute mit einer Goldmedaille ausgezeichnet. Im Test erreichte der Wodka 92 von 100 möglichen Punkten, wodurch er als exceptional (außergewöhnlich) eingestuft wurde.
Der Name Biała Dama (deutsch Weiße Dame) geht auf eine Erzählung zurück, wonach eine weiße Frauengestalt in den Räumen des Schlosses spukt. Der Geist soll Julia Potocka, die Tochter der ehemaligen Besitzerin Izabella z Czartoryskich Lubomirska sein.